# شوكة غربالية
السطح العلوي من جسم العظم الوتدي يتمثّل أمام الفقري الناتئ، "الشوكة الغربالية"، للارتباط بمفاصل الصفيحة المصفوية للغربالي؛ خلف هذا يوجد سطح أملس مرتفع قليلاً في الخط الأوسط، ومتلّم على أحد جانبي فص حاسة الشم في الدماغ.

## صور إضافية

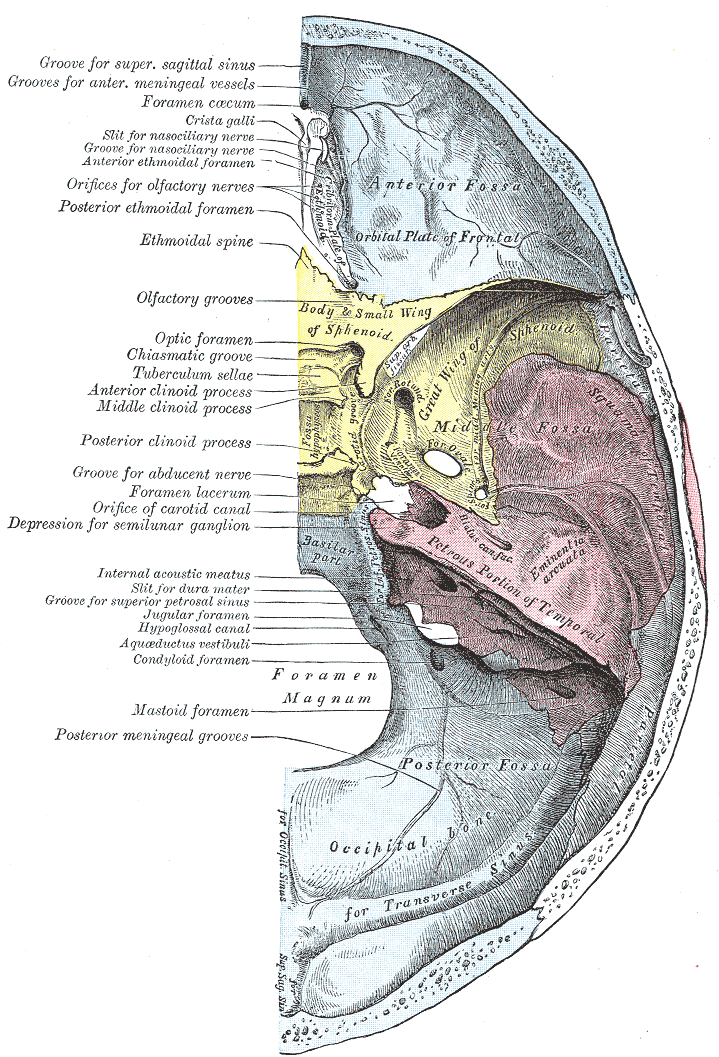
قاعدة الجمجمة - السطح الأعلى.